# Hey Mama (The Black Eyed Peas)
Hey Mama è un singolo del gruppo musicale statunitense The Black Eyed Peas, pubblicato il 1º marzo 2004 come terzo estratto dal terzo album in studio Elephunk.

## Descrizione
Il singolo è stato usato anche per i primi passaggi televisivi statunitensi della pubblicità dell'iPod, oltre che nel film Garfield - Il film. È stata inoltre inserita nel videogioco Dance Dance Revolution Ultramix 3. Hey Mama ha raggiunto la posizione numero 3 in Svizzera e la numero 4 in Australia, Austria e Nuova Zelanda ed ha ottenuto un moderato successo più o meno in tutto il mondo.

## Tracce
Pt.1
1. Hey Mama
2. Positivity (Live From The House Of Blues, Chicago)

Pt.2
1. Hey Mama
2. Positivity (Live)
3. Release (Live)

## Classifiche
| Classifica (2004) | Posizione massima |
| ----------------- | ----------------- |
| Australia         | 4                 |
| Austria           | 4                 |
| Belgio (Fiandre)  | 6                 |
| Belgio (Vallonia) | 25                |
| Croazia           | 3                 |
| Danimarca         | 8                 |
| Finlandia         | 14                |
| Francia           | 18                |
| Germania          | 5                 |
| Irlanda           | 5                 |
| Italia            | 8                 |
| Norvegia          | 6                 |
| Nuova Zelanda     | 4                 |
| Paesi Bassi       | 6                 |
| Regno Unito       | 6                 |
| Stati Uniti       | 6                 |
| Svizzera          | 3                 |
| Ungheria          | 5                 |